# معركة أرومية (36 قبل الميلاد)
كانت معركة أرومية معركة بين الفرثيين والرومان حدثت في عام 36 قبل الميلاد.[محل شك] كان التفوق الفرثي في سلاح الفرسان على السهول المسطحة في غرب إيران ميزة كبيرة للتغلب عليها لمعارضيهم الرومان.[بحاجة لرقم الصفحة] كانت المعركة انتصارًا فرثيًا حاسمًا.[بحاجة لرقم الصفحة] 